# Les Infournas
Les Infournas – miejscowość i gmina we Francji, w regionie Prowansja-Alpy-Lazurowe Wybrzeże, w departamencie Alpy Wysokie.
Według danych na rok 1990 gminę zamieszkiwało 29 osób, a gęstość zaludnienia wynosiła 3 osoby/km² (wśród 963 gmin regionu Prowansja-Alpy-W. Lazurowe Les Infournas plasuje się na 756. miejscu pod względem liczby ludności, natomiast pod względem powierzchni na miejscu 705.).